# Andrea Fischer
Andrea Fischer (ur. 14 stycznia 1960 w Arnsbergu) – niemiecka polityk, deputowana do Bundestagu, w latach 1998–2001 minister zdrowia.

## Życiorys
Po ukończeniu szkoły średniej pracowała w branży drukarskiej. Studiowała ekonomię na Wolnym Uniwersytecie Berlińskim. Zatrudniona następnie w Europarlamencie, instytucie naukowym Wissenschaftszentrum Berlin für Sozialforschung i administracji ubezpieczeniowej.
Działała w różnych organizacjach pozarządowych. W 1985 wstąpiła do Zielonych. W latach 1994–2002 przez dwie kadencje zasiadała w Bundestagu. W październiku 1998 objęła urząd ministra zdrowia w pierwszym rządzie Gerharda Schrödera. Ustąpiła w styczniu 2001 w okresie kryzysu związanego z tzw. chorobą szalonych krów.
Od 2002 pracowała jako dziennikarka w N-tv i wykładowczyni, prowadziła też własną działalność w branży konsultingowej. W 2012 objęła kierownictwo jednego z wydziałów w administracji regionu Hanower.